# 西人吉站
西人吉站（日语：／ Nishi-Hitoyoshi eki */?）位於熊本縣人吉市下原田町，是九州旅客鐵道（JR九州）肥薩線上的車站。

## 車站構造
岸式月台1面1線的無人車站。沒有站房，但設有候車室與廁所。

## 車站周邊
站前為住宅區，往南約100公尺可達國道219號，產交巴士在國道上設有西人吉站前公車站。
本站往西約300公尺處兩旁種植有櫻花樹，並往渡站方面延伸幾百公尺，逢初春時會成為一條櫻花隧道，是肥薩線景點之一。
- 西人吉站前簡易郵局
- 蘇春堂光生醫院
- 人吉市立中原小學
- 國道219號。

## 歷史
- 1952年（昭和27年）6月1日 - 設立。
- 1987年（昭和62年）4月1日 -  國鐵分割民營化後成為九州旅客鐵道（JR九州）轄下的車站。

## 相鄰車站
九州旅客鐵道
肥薩線:: ■快速
通過
■普通
渡－西人吉－人吉

## 外部連結
- JR九州 － 西人吉車站（页面存档备份，存于）（日語）

## 關連項目
- 日本鐵路車站列表